# Hypocalyptus
Hypocalyptus je  biljni rod mahunarki smješten u vlastiti tribus Hypocalypteae, dio potporodice Faboideae.. Pripada mu tri vrste s juga Južnoafričke Republike.

## Vrste
1. Hypocalyptus coluteoides (Lam.) R.Dahlgren
2. Hypocalyptus oxalidifolius (Sims) Baill.
3. Hypocalyptus sophoroides (P.J.Bergius) Baill.